# Bonneville-Aptot
Bonneville-Aptot è un comune francese di 224 abitanti situato nel dipartimento dell'Eure nella regione della Normandia.

## Società

### Evoluzione demografica
Abitanti censiti